# Vésztő
Vésztő is een plaats (város) en gemeente in het Hongaarse comitaat Békés. Vésztő telt 7623 inwoners (2001).